# Arquidiócesis de México
La arquidiócesis Primada de México (en latín: Archidioecesis Mexicana) es una circunscripción eclesiástica de la Iglesia católica en México. Se trata de una arquidiócesis latina, sede metropolitana de la provincia eclesiástica de México y ostenta el título de Primada de México, siendo la circunscripción eclesiástica más antigua e importante del país. Desde el 7 de diciembre de 2017 su arzobispo y primado de México es el cardenal Carlos Aguiar Retes.

## Territorio y organización

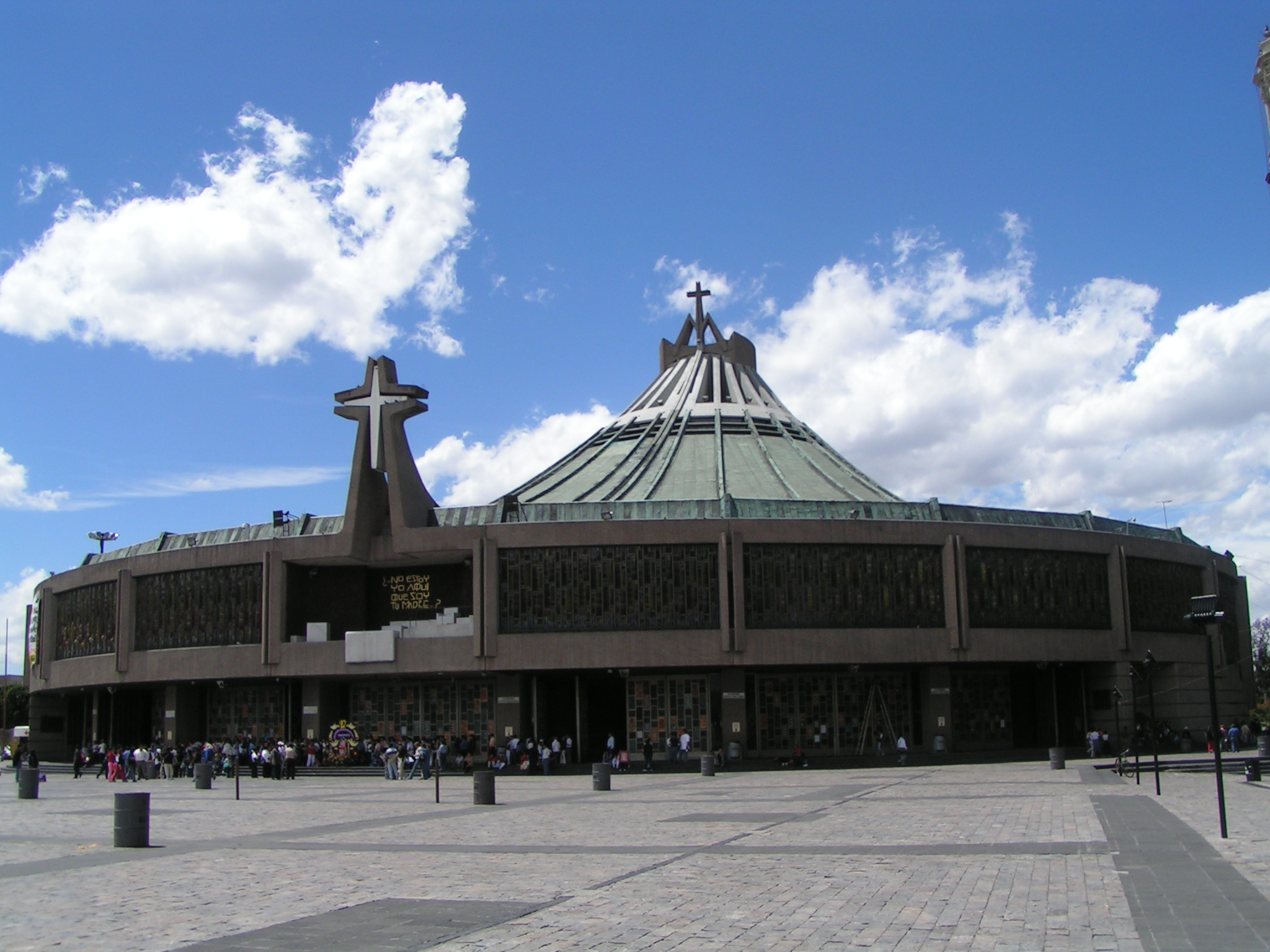
Basílica de Santa María de Guadalupe, el santuario mariano más importante de América

La arquidiócesis tiene 800 km² de extensión territorial y extiende su jurisdicción eclesiástica sobre los fieles católicos de rito latino residentes en once demarcaciones territoriales de la Ciudad de México: Álvaro Obregón, Benito Juárez, Coyoacán, Cuajimalpa de Morelos, Cuauhtémoc, Iztacalco, La Magdalena Contreras, Miguel Hidalgo, Tlalpan, Venustiano Carranza, y parte de la demarcación de Gustavo A. Madero.

### Patrimonio arquitectónico religioso

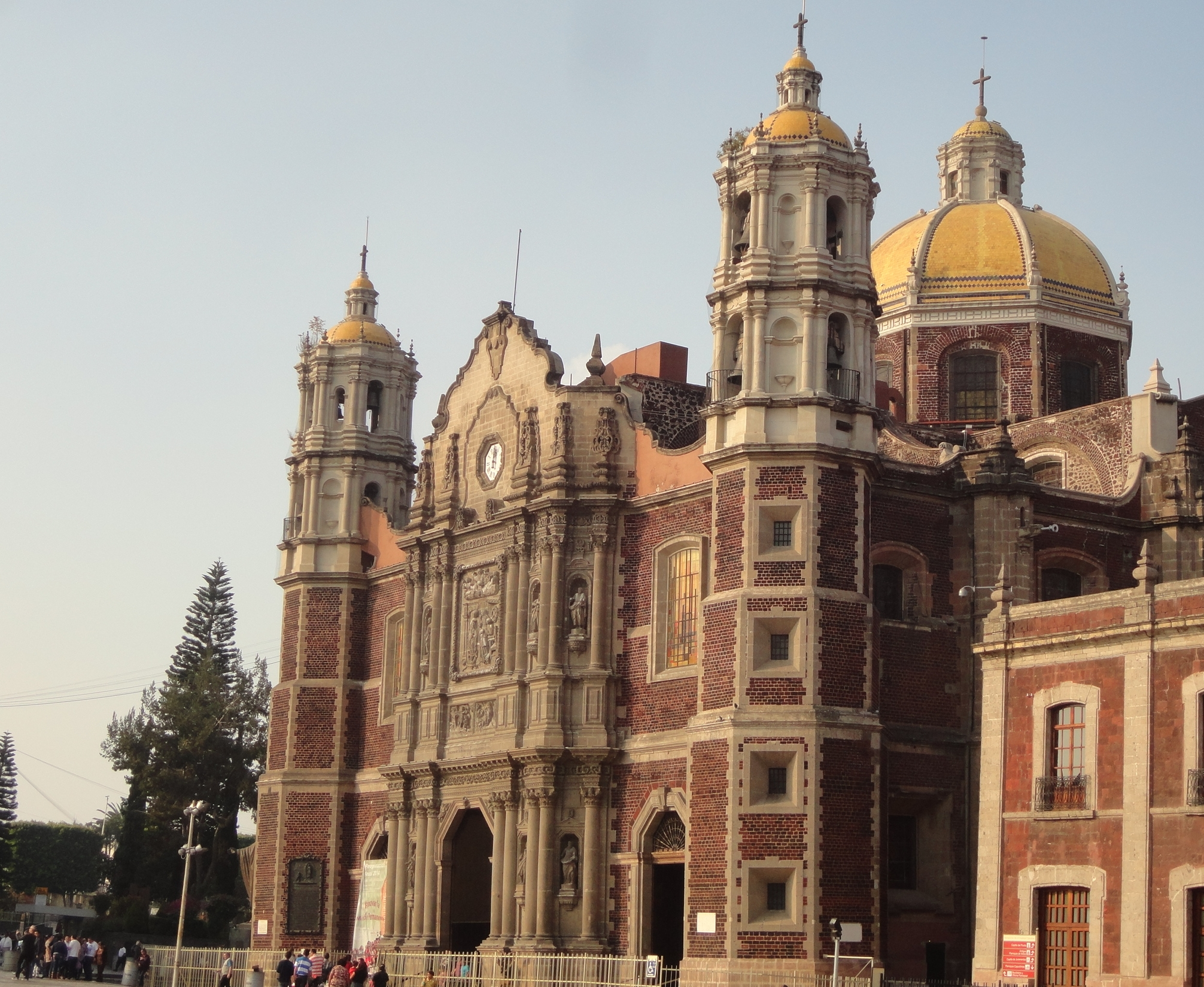
Antigua basílica de Nuestra Señora de Guadalupe, ahora Templo Expiatorio a Cristo Rey

La sede de la arquidiócesis se encuentra en la Ciudad de México, donde se halla la Catedral metropolitana de la Asunción de la Santísima Virgen María a los Cielos, que es la catedral más grande del hemisferio occidental y una de las construcciones religiosas más importantes de América. Esta magna obra arquitectónica, iniciada en 1573 y consagrada en 1813, posee dos órganos históricos: uno de ellos llevado pieza por pieza desde España y otro construido por artesanos mexicanos. La sala de cabildos se halla ubicada entre el altar principal y el altar denominado "Del Perdón", y alberga importantes obras de arte sacro colonial y contemporáneo.
En la Ciudad de México se encuentra también el más importante templo mariano y principal centro de peregrinación de México y del continente americano: la basílica de Santa María de Guadalupe, donde se venera a la santísima Virgen de Guadalupe, quien según la tradición católica se apareció en 1531 a Juan Diego Cuauhtlatoatzin. El complejo guadalupano integra por lo menos cinco templos más, cada uno dotado de un carácter particular y único. Destaca la moderna basílica con su innovador diseño circular que permite observar desde cualquier punto de su interior la sagrada tilma de Juan Diego, así como el templo llamado "Del Pocito", construido por las distintas cofradías y hermandades de artesanos de la Nueva España.

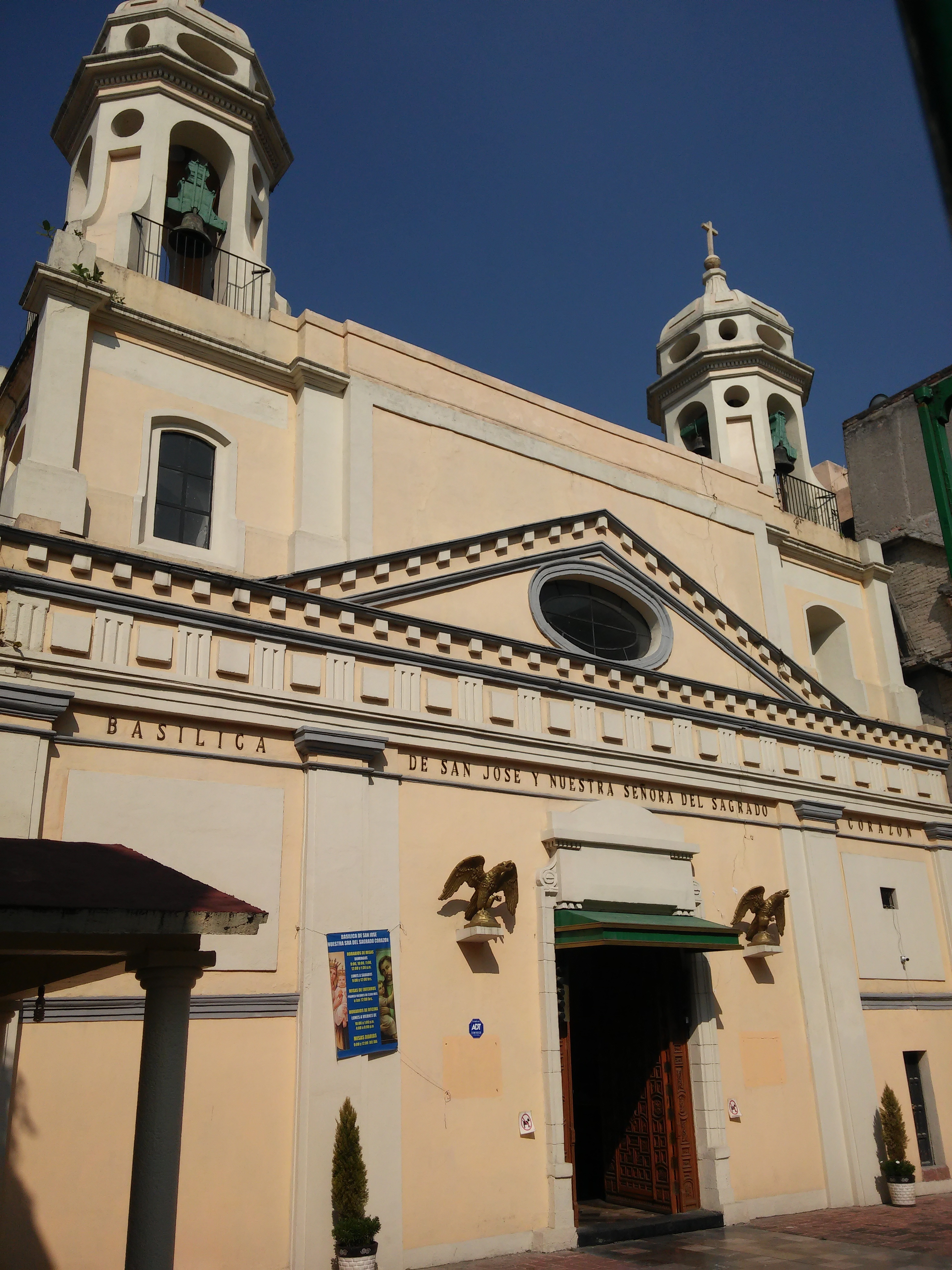
Basílica de San José y Nuestra Señora del Sagrado Corazón

En el territorio de la arquidiócesis se encuentran otras dos basílicas menores: la antigua basílica de Nuestra Señora de Guadalupe (ahora Templo Expiatorio a Cristo Rey) y la basílica de San José y Nuestra Señora del Sagrado Corazón. Están también los templos de los antiguos centros urbanos de la capital de la República en Tlalpan, Coyoacán y San Ángel, que conservan el carácter histórico y arquitectónico de la época colonial y del México independiente.
Entre los templos más destacados se encuentra La Profesa (ubicada en las calles de Isabel la Católica y Francisco I. Madero, en el centro histórico de la ciudad), y el templo de San Francisco, corazón de lo que fue un mucho más amplio complejo conventual que incluía el Convento de San Francisco, cuyos vestigios arqueológicos han sido recientemente rescatados y puestos en valor patrimonial.

### Estructura administrativa
La arquidiócesis tiene como sufragáneas a las diócesis de: Azcapotzalco, Iztapalapa y Xochimilco, todas ellas erigidas en 2019 mediante desmembración del territorio arquidiocesano.
En 2021 en la arquidiócesis existían 306 parroquias agrupadas en decanatos y estos organizados en 8 vicarías territoriales para efectos de su administración interna y la provisión de los servicios pastorales a los fieles, con un obispo auxiliar o vicario al frente de cada una:
- Primera Vicaría, Santa María de Guadalupe
- Segunda Vicaría, Cristo Rey
- Tercera Vicaría, San Felipe de Jesús
- Cuarta Vicaría, San Miguel Arcángel
- Quinta Vicaría, San Pedro Apóstol[1]
- Sexta Vicaría, San José[2]
- Séptima Vicaría, San Pablo Apóstol
- Octava Vicaría, San Juan Bautista

### Formación sacerdotal
Para la preparación de sus sacerdotes, la arquidiócesis primada de México tiene a su cargo cuatro seminarios:
- Seminario Conciliar de México, que cuenta con dos casas: Seminario Mayor (Casa Tlalpan) y Seminario Menor (Casa Huipulco), siendo la institución formativa más antigua e importante del país
- Seminario Hispano de Santa María de Guadalupe, orientado a la formación de sacerdotes de origen hispano
- Seminario de Guadalupe, dedicado a la formación diocesana tradicional
- Seminario Misionero Redemptoris Mater, perteneciente al Camino Neocatecumenal

Además existen varias casas de formación de las distintas órdenes e institutos de vida religiosa, tanto para varones como para mujeres, que contribuyen significativamente a la vida pastoral y misionera de la arquidiócesis.

### Canales de comunicación
El semanario Desde la fe es el medio de comunicación oficial de la arquidiócesis primada de México. Se define como un medio de comunicación católico que ilumina la realidad con la luz del Evangelio, a través de historias y testimonios que muestran la presencia de Dios en el mundo contemporáneo. Su editorial dominical es retomada cada semana por los principales medios de comunicación de México, pues es considerada el posicionamiento oficial de la arquidiócesis sobre distintos temas sociales, políticos y de actualidad nacional.
La arquidiócesis también mantiene presencia en redes sociales y medios digitales, así como en emisoras de radio católicas que transmiten contenido religioso, formativo y cultural para la comunidad católica del centro del país.

## Historia

### Antecedentes y erección de la diócesis
Con la llegada de los españoles al continente americano, la Monarquía católica a través del patronato regio envió misioneros a los territorios recién conquistados que, con el paso del tiempo, formarían parte del Virreinato de Nueva España. La primera diócesis establecida en territorio mexicano fue la de Yucatán, que inicialmente incluía todo el territorio desde Tlaxcala hasta la península de Yucatán, de la cual se desprendieron sucesivamente los territorios de las diócesis de Yucatán y Tlaxcala (hoy arquidiócesis de Puebla de los Ángeles).
Al concluir el sitio de México-Tenochtitlan en 1521, los españoles inicialmente deseaban hacer de Puebla la capital del nuevo territorio, sin embargo el peso político, demográfico, económico y militar de la antigua Tenochtitlan los obligó a abandonar esos planes y a establecer la capital virreinal en lo que es ahora la Ciudad de México.
Poco después del avistamiento de las costas yucatecas por Francisco Hernández de Córdoba en 1517, el papa León X erigió por la bula Sacri apostolatus ministerio del 24 de enero de 1519, la diócesis de Santa María de los Remedios con sede en la isla de Cozumel, pero al avanzar el conocimiento de las tierras conquistadas por los españoles, el papa Clemente VII, mediante la bula Devotionis tuae provate sinceritas del 13 de octubre de 1525 autorizó al rey Carlos I para que determinase la mejor sede de las circunscripciones religiosas y fijara sus límites territoriales.
De esa disposición nació la diócesis de Tlaxcala, cuya catedral se trasladó posteriormente a Puebla. Ya para esas fechas el emperador había resuelto fundar otra diócesis en la Ciudad de México, ciudad que al término de la conquista resultó ser la más importante y estratégica de las posesiones recién adquiridas en el Nuevo Mundo.

### El obispado de fray Juan de Zumárraga
El 12 de diciembre de 1527, el emperador Carlos I presentó como obispo de esta segunda circunscripción a fray Juan de Zumárraga, franciscano de reconocida virtud y capacidad pastoral, quien viajó a Nueva España en 1528 sin haber sido aún consagrado, pues en esa época estaban suspendidas las relaciones diplomáticas entre el monarca español y el pontífice romano. Zumárraga gobernó la futura diócesis, con el carácter de obispo electo, hasta mediados de 1532, cuando regresó a España. Durante esos cuatro años iniciales se distinguió como un activo e intransigente protector de los derechos de los indígenas, entonces sometidos a diversos abusos y formas de esclavitud, lo cual le acarreó graves dificultades con la Primera Audiencia o Junta de Gobierno del territorio que sería más adelante conocido como Nueva España.
Restablecidas las relaciones diplomáticas entre el papa y el emperador por el Tratado de Barcelona (julio de 1529), el papa Clemente VII expidió el 2 de septiembre de 1530 tres bulas fundamentales: en la primera erigió canónicamente la diócesis de México separando territorio de la diócesis de Tlaxcala, en la segunda nombró primer obispo a Zumárraga y en la tercera comunicó la elección al arzobispo de Sevilla, de quien el nuevo obispo sería sufragáneo.
En estas circunstancias, el domingo 27 de abril de 1533, Zumárraga recibió la consagración episcopal de manos del obispo de Segovia en la Capilla Mayor del Convento de San Francisco en Valladolid. El 2 de agosto de ese mismo año, el emperador despachó a la Audiencia de Nueva España las instrucciones para ejecutar las bulas pontificias. El provisor Alonso López y uno de los más distinguidos vecinos, Bernardino de Santa Clara, presentaron aquella orden el 27 de diciembre, con poder del obispo, y tomaron posesión canónica de la diócesis en su nombre al día siguiente, 28 de diciembre de 1533. Zumárraga continuó en España reclutando misioneros y organizando la empresa evangelizadora, llegando finalmente a México en octubre de 1534.
El franciscano Juan de Zumárraga fue una figura fundamental en la historia cultural y educativa de México, ya que instaló en la capital novohispana la primera tipografía de toda América (1539) y se comprometió activamente en el establecimiento de la primera universidad del continente, la Real y Pontificia Universidad de México, que fue inaugurada solemnemente el 21 de septiembre de 1551.

### Límites territoriales iniciales
Los límites de la diócesis de México al principio no se encontraban bien definidos geográficamente. Cuando Cuba fue descubierta, se erigieron tres sedes episcopales, pero cuando los prelados llegaron a tomar posesión, sus sedes episcopales habían sido destruidas por los conflictos y los habitantes habían huido o perecido. Para evitar tales problemas en el futuro, la Santa Sede permitió expresamente a los reyes de España fijar los límites territoriales de las nuevas diócesis que se erigieran en el continente americano, aún considerado geográficamente como parte de Asia según los conocimientos de la época.
Por esta razón, la diócesis de México se extendía inicialmente desde el Océano Atlántico hasta el Océano Pacífico, específicamente desde Tampico hasta Acapulco, abarcando un territorio inmenso que incluía gran parte del centro y sur del actual México. El 11 de agosto de 1536 cedió una porción significativa de su territorio para la erección de la diócesis de Michoacán (hoy arquidiócesis de Morelia) mediante la bula Illius fulciti praesidio del papa Paulo III.

### Elevación a arquidiócesis
El 12 de febrero de 1546, mediante la bula Super universas del papa Paulo III, la diócesis fue elevada al rango de arquidiócesis metropolitana, y Juan de Zumárraga se convirtió así en el primer arzobispo mexicano y primado de las Indias. Esta elevación reflejaba la creciente importancia de la Ciudad de México como centro político, económico y religioso del Virreinato de Nueva España.
Entre 1579 y 1595, las Filipinas también formaron parte de su provincia eclesiástica, hasta que la diócesis de Manila (hoy arquidiócesis de Manila), su sufragánea, se convirtió en sede arzobispal formando una provincia eclesiástica independiente, debido a las dificultades de comunicación y gobierno a tan larga distancia.

### Período colonial
El primer intento formal de erigir un seminario episcopal tuvo lugar durante el episcopado de Juan Pérez de la Serna en 1623, pero problemas de índole política y económica impidieron su realización efectiva. Más exitosa fue la iniciativa del arzobispo Francisco de Aguiar y Seijas y Ulloa, que propició la construcción del seminario tridentino y su inauguración solemne el 18 de octubre de 1697.
Durante el período colonial, la arquidiócesis jugó un papel fundamental en la evangelización de los pueblos indígenas, el desarrollo de la educación superior, las artes y la cultura novohispana. Los arzobispos de México, por su alta jerarquía eclesiástica y su cercanía al poder virreinal, ejercieron una influencia considerable en la vida política, social y cultural del virreinato.

### SigloXIXy consolidación nacional
Durante el siglo XIX, la arquidiócesis enfrentó numerosos desafíos derivados de la independencia de México, las luchas entre liberales y conservadores, las leyes de reforma y la intervención francesa. El arzobispo Pelagio Antonio de Labastida y Dávalos fungió como regente durante el Segundo Imperio Mexicano de Maximiliano de Habsburgo, siendo el último prelado que ha ostentado un cargo de carácter político en la historia de México.

### Desmembraciones territoriales
A lo largo de su historia, la arquidiócesis cedió repetidamente porciones de su territorio para la erección de nuevas circunscripciones eclesiásticas, contribuyendo así al desarrollo de la estructura episcopal del país:
- La diócesis de Linares o de Nuevo León (hoy arquidiócesis de Monterrey), el 15 de diciembre de 1777 mediante la bula Relata semper del papa Pío VI[8]
- La diócesis de Querétaro el 26 de enero de 1863 mediante la bula Deo optimo maximo del papa Pío IX[9]
- La diócesis de Tulancingo (hoy arquidiócesis de Tulancingo) el 26 de enero de 1863 mediante la bula In universa gregis del papa Pío IX
- La diócesis de Chilapa (hoy diócesis de Chilpancingo-Chilapa) el 16 de marzo de 1863 mediante la bula Universi Dominici gregis del papa Pío IX[10]
- La diócesis de Ciudad Victoria o Tamaulipas (hoy diócesis de Tampico) el 12 de marzo de 1870 mediante la bula Apostolicam in universas del papa Pío IX[11]
- El vicariato apostólico de la Baja California (hoy arquidiócesis de Tijuana) el 20 de enero de 1874 mediante el breve Quod Catholici nominis del papa Pío IX[12]
- La diócesis de Cuernavaca el 23 de junio de 1891 mediante la bula Illud in primis del papa León XIII[13]
- La diócesis de Toluca (hoy arquidiócesis de Toluca) el 4 de junio de 1950 mediante la bula Si tam amplo del papa Pío XII[14]
- La diócesis de Tlaxcala el 23 de mayo de 1959 mediante la bula Christianorum gregem del papa Juan XXIII[15]
- La diócesis de Texcoco el 30 de abril de 1960 mediante la bula Caelestis civitas del papa Juan XXIII[16]
- La diócesis de Tula el 27 de febrero de 1961 mediante la bula Postulant quandoque del papa Juan XXIII[17]
- La diócesis de Tlalnepantla (hoy arquidiócesis de Tlalnepantla) el 13 de enero de 1964 mediante la bula Aliam ex aliis del papa Pablo VI[18]

### Reestructuración delsigloXXI
El 28 de septiembre de 2019, el papa Francisco anunció una importante reestructuración territorial mediante la erección de tres nuevas diócesis cuyo territorio se desmembraría del de la arquidiócesis de México, pasando a ser sus sufragáneas y conformando así una nueva configuración de la provincia eclesiástica mexicana.
De esta manera, el 4 de noviembre de 2019 fue establecida la diócesis de Xochimilco mediante la bula Quandoquidem per sacramentum baptismi, cuyo territorio ocupa las demarcaciones de Xochimilco, Tláhuac y Milpa Alta; el 5 de noviembre fue establecida la diócesis de Iztapalapa mediante la bula Qui mandavit, cuyo territorio está conformado por la demarcación de Iztapalapa, la más poblada de la Ciudad de México; y el 7 de noviembre fue establecida la diócesis de Azcapotzalco mediante la bula Salus populi, cuyo territorio abarca la demarcación de Azcapotzalco y una parte de la de Gustavo A. Madero.
Esta reorganización territorial buscó dar una respuesta más eficaz a las necesidades pastorales de una población urbana creciente y compleja, facilitando el acceso de los fieles a los servicios sacramentales, a la catequesis y a la atención directa de sus comunidades por parte de sus respectivos pastores.
Las tres nuevas diócesis, al convertirse en sufragáneas de la Arquidiócesis Primada de México, mantienen una estrecha relación de colaboración con la sede metropolitana en ámbitos como la formación sacerdotal, los proyectos de evangelización urbana, la defensa de la vida y la dignidad humana, así como en iniciativas conjuntas de comunicación e incidencia pública en temas de interés común para la Iglesia en la capital del país.

## Estadísticas
Según el Anuario Pontificio 2022, la arquidiócesis tenía a fines de 2021 un total de 4 950 630 fieles bautizados.
| Año                                                                             | Población            | Población  | Población      | Sacerdotes | Sacerdotes    | Sacerdotes    | Bautizados por sacerdote | Diáconos permanentes | Religiosos | Religiosos | Parroquias |
| Año                                                                             | Bautizados católicos | Total      | % de católicos | Total      | Clero secular | Clero regular | Bautizados por sacerdote | Diáconos permanentes | Varones    | Mujeres    | Parroquias |
| ------------------------------------------------------------------------------- | -------------------- | ---------- | -------------- | ---------- | ------------- | ------------- | ------------------------ | -------------------- | ---------- | ---------- | ---------- |
| 1950                                                                            | 3 500 640            | 4 000 000  | 87.5           | 595        | 315           | 280           | 5883                     |                      | 290        | 2146       | 264        |
| 1965                                                                            | 5 750 000            | 6 155 000  | 93.4           | 968        | 290           | 678           | 5940                     |                      | 902        | 5945       | 174        |
| 1968                                                                            | 6 300 000            | 6 710 000  | 93.9           | 1461       | 592           | 869           | 4312                     |                      | 1093       | 5945       | 213        |
| 1976                                                                            | 8 494 168            | 8 802 247  | 96.5           | 1624       | 593           | 1031          | 5230                     | 2                    | 1533       | 5983       | 279        |
| 1980                                                                            | 9 454 105            | 10 057 558 | 94.0           | 1648       | 598           | 1050          | 5736                     | 1                    | 1476       | 6200       | 320        |
| 1990                                                                            | 17 580 000           | 18 700 000 | 94.0           | 1429       | 521           | 908           | 12 302                   | 10                   | 2086       | 4694       | 360        |
| 1999                                                                            | 7 385 655            | 8 689 007  | 85.0           | 1701       | 713           | 988           | 4341                     | 67                   | 2468       | 4875       | 410        |
| 2000                                                                            | 9 271 527            | 10 910 245 | 85.0           | 1670       | 725           | 945           | 5551                     | 74                   | 2491       | 5800       | 420        |
| 2001                                                                            | 7 283 712            | 8 591 306  | 84.8           | 1347       | 712           | 635           | 5407                     | 77                   | 1630       | 4251       | 425        |
| 2002                                                                            | 6 999 402            | 7 738 307  | 90.5           | 1333       | 698           | 635           | 5250                     | 81                   | 1643       | 4744       | 426        |
| 2003                                                                            | 6 999 402            | 7 380 687  | 94.8           | 1735       | 700           | 1035          | 4034                     | 76                   | 2135       | 4756       | 424        |
| 2004                                                                            | 6 999 402            | 8 605 239  | 81.3           | 1686       | 651           | 1035          | 4151                     | 95                   | 1960       | 4733       | 431        |
| 2013                                                                            | 7 364 000            | 8 930 000  | 82.5           | 1631       | 594           | 1037          | 4515                     | 149                  | 2046       | 5170       | 456        |
| 2016                                                                            | 7 968 000            | 8 979 900  | 88.7           | 1680       | 743           | 937           | 4742                     | 180                  | 2032       | 5030       | 463        |
| 2019                                                                            | 4 212 247            | 5 265 309  | 79.9           | 900        | 458           | 442           | 4680                     | 152                  | 742        | 4500       | 307        |
| 2020                                                                            | 5 156 900            | 5 317 820  | 97.0           | 1432       | 602           | 830           | 3601                     | 150                  | 1544       | 4521       | 308        |
| 2021                                                                            | 4 950 630            | 5 442 918  | 91.0           | 1422       | 557           | 865           | 3481                     | 128                  | 1561       | 4423       | 306        |
| Fuente: Catholic-Hierarchy, que a su vez toma los datos del Anuario Pontificio. |                      |            |                |            |               |               |                          |                      |            |            |            |

## Educación
La arquidiócesis alberga numerosas instituciones educativas de inspiración católica en todos los niveles, desde preescolar hasta posgrado. La mayoría son dirigidas por órdenes religiosas, congregaciones o institutos seculares.
Entre las principales instituciones de educación superior destacan:
- Universidad Pontificia de México (UPM): centro académico de referencia para la formación filosófica y teológica del clero y laicos del país y de América Latina.
- Universidad Católica Lumen Gentium (UCLG): fundada en 2001 por el cardenal Norberto Rivera Carrera, orientada a la formación integral desde la identidad católica.
- Institutos superiores afiliados a facultades pontificias en Roma, así como numerosas escuelas parroquiales y técnicas orientadas a la educación humanista y al servicio social.

## Episcopologio

### Titulares
Hasta el momento ha habido 34 arzobispos de México, de los cuales siete llegaron a ostentar al mismo tiempo el cargo de virrey de la Nueva España, conjuntando así los principales cargos del reino; en el siglo XIX, el arzobispo Pelagio Antonio de Labastida y Dávalos fungió como regente durante el segundo Imperio Mexicano de Maximiliano de Habsburgo, siendo el último prelado que ha ostentado un cargo de carácter político.

### Cardenales primados de México
Desde mediados del siglo XX, los arzobispos de México han sido creados cardenales, entre ellos:
- Miguel Darío Miranda Gómez (cardenal en 1969)
- Ernesto Corripio Ahumada (cardenal en 1979)
- Norberto Rivera Carrera (cardenal en 1998)
- Carlos Aguiar Retes (cardenal en 2018)